# Лончно (Західнопоморське воєводство)
Лончно (пол. Łączno) — село в Польщі, у гміні Борне-Суліново Щецинецького повіту Західнопоморського воєводства.
Населення — 81 особа (2011).

## Демографія
Демографічна структура станом на 31 березня 2011 року:
|          | Загалом | Допрацездатний вік | Працездатний вік | Постпрацездатний вік |
| -------- | ------- | ------------------ | ---------------- | -------------------- |
| Чоловіки | 47      | 6                  | 33               | 8                    |
| Жінки    | 34      | 1                  | 24               | 9                    |
| Разом    | 81      | 7                  | 57               | 17                   |